# Robert Southwell
Robert Southwell (Horsham Saint Faith, 1561 – Tyburn, 21 febbraio 1595) è stato un gesuita e poeta inglese; martirizzato sotto Elisabetta I, è venerato come santo dalla Chiesa cattolica e ricordato come uno dei santi quaranta martiri di Inghilterra e Galles.

## Biografia

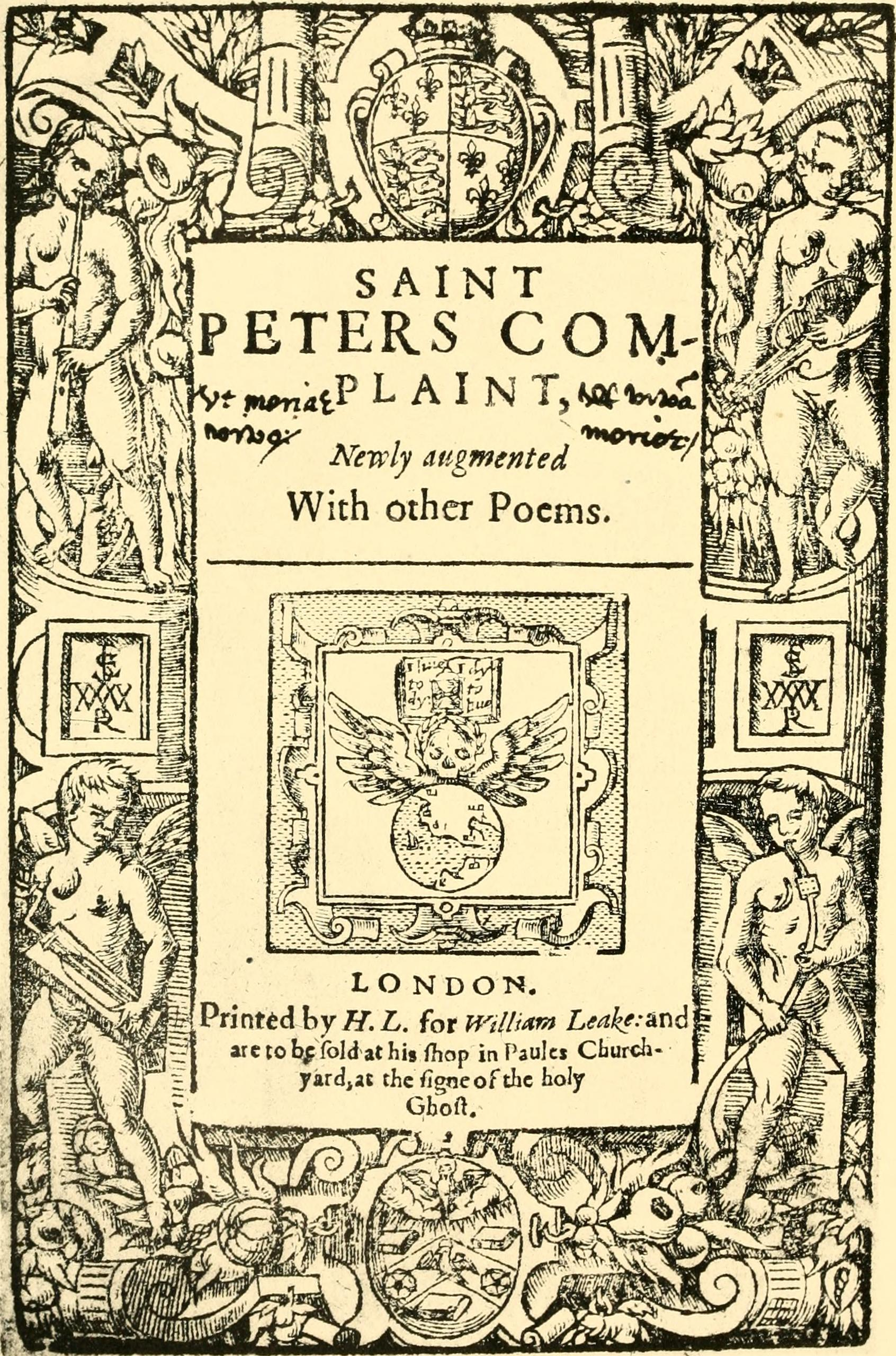
Frontespizio di Saint Peter's complaint

Di antica famiglia cattolica, fu il quinto (e il più giovane maschio) degli otto figli del nobile Richard e della sua prima moglie, Bridget.
Da bambino ebbe un'esperienza che lo segnò profondamente. Fu rapito da una banda di zingari, i quali lo sostituirono con un bambino molto somigliante. Fortunatamente la balia se ne accorse. Fu così che il vero Richard fu trovato e venne restituito alla sua famiglia.
Studiò nel collegio inglese di Douai, nelle Fiandre e poi al Collegio di Clermont di Parigi. Ebbe tra i suoi docenti professori di grande rilievo come Leonardo Lessio, teologo olandese, e Thomas Darbyshire, gesuita inglese. Deciso a diventare gesuita e non trovando accoglienza a Parigi per la sua età (17 anni), partì da solo per Roma. Il 17 ottobre 1578 entrò come novizio nella Compagnia di Gesù e nel 1580 prese i voti semplici. Nel Collegio Romano studiò filosofia e teologia, lavorando come segretario del rettore. Fu in quegli anni che la sua poesia, arte che coltivava da tempo, cominciò ad essere apprezzata.  Nel 1581 si trasferì dal Collegio Romano al Collegio Inglese, dove ebbe modo di conoscere un illustre gesuita suo conterraneo, Robert Parsons.
Il 1584 fu l'anno in cui conseguì la laurea magistrale (con il titolo di dottore) e l'ordinazione sacerdotale. Fu nominato prefetto degli studi al Collegio Inglese. Southwell però non aveva come obiettivo la carriera accademica. Fece domanda di tornare in Inghilterra come missionario. Nel 1586 la sua istanza fu accolta e Southwell partì con il confratello, e futuro martire, Henry Garnet. Sapeva che nel suo Paese i missionari cattolici erano perseguitati: la regina Elisabetta, infatti, aveva emanato un editto («Editto 27») in base al quale i sacerdoti cattolici che si erano formati all'estero erano punibili con la pena di morte. Southwell era anche consapevole del fatto che a Roma vivevano diverse spie inglesi, che probabilmente avevano avvisato il governo del suo arrivo. Prima di partire ebbe modo di scrivere al suo superiore:
In luglio Southwell e Garnet sbarcarono non lontano da Dover. Vestiti da laici camminarono fino a Londra. Qui incontrarono il loro superiore inglese, William Weston che spiegò loro che Londra non era un luogo sicuro e li trasferì nelle campagne. I due missionari ebbero la cura pastorale delle famiglie cattoliche, che li ospitarono e li nascosero. Nello stesso anno, il 1586, Weston fu catturato e rinchiuso in carcere (vi rimase 18 anni). Garnet fu nominato suo successore e si trasferì a sua volta nella capitale. Southwell continuò da solo la sua opera missionaria presso le famiglie cattoliche della campagna fuori Londra. Non rinunciò a recarsi anche nella capitale: in quei casi adottava le massime precauzioni, sia nel vestire sia nel comportarsi. Riusciva ad apparire goffo e sciatto: in questo modo evitò più volte la cattura da parte dei cacciatori di sacerdoti.
Nel 1589 divenne cappellano nel palazzo della contessa Anne Dacre, sposata Howard (1557 – 1630). Il marito Philip, che aveva mantenuto la fede cattolica, era stato tradito da un servo che lo fece arrestare poco prima di salpare per il continente (1585). Southwell stabilì la sua base operativa nella villa Arundell per i restanti anni del suo operato. Si chiudeva nella sua stanza segreta di giorno, mentre di notte si recava presso le famiglie cattoliche ad amministrare i sacramenti. Viaggiò in tutta l'Inghilterra centrale ed orientale, assistito da due fratelli, i gesuiti laici Wiseman, originari di Wimbish e figli di Jane Wiseman.
In quegli anni padre Southwell compose opere, in versi e in prosa, che raccontarono il sacrificio dei martiri cattolici inglesi. Scrisse molte lettere, riuscendo a raggiungere anche persone che languivano nelle carceri. Anche il conte Howard ricevette le sue lettere. Buona parte del suo carteggio è giunta fino a noi. Il gesuita realizzò anche opere devozionali e saggi per contrastare gli scritti anticattolici dei protestanti.
Southwell era solito visitare la famiglia del cattolico Richard Bellamy, che risiedeva poco fuori Londra. La famiglia era nella lista dei sospetti: i suoi membri infatti non partecipavano ai riti anglicani. Nel 1592 il maniero di Bellamy fu perquisito dalle guardie di Richard Topcliffe, il più accanito cacciatore di sacerdoti cattolici. Furono trovati parecchi oggetti cattolici. Così la spietata strategia di Topcliffe fu avviata: fece incarcerare Anne, la figlia maggiore di Bellamy, e la violentò ripetutamente. Le promise la libertà solo se avesse collaborato all'arresto del sacerdote che viveva nascosto nella sua casa. Topcliffe riuscì in questo modo a catturare Southwell. Dal momento che il sacerdote gesuita era ricercato da molti anni ed era sfuggito più volte alla cattura, Topcliffe sfogò la sua rabbia torturandolo personalmente. Lo appese al soffitto chiudendogli i polsi nel «guanto di ferro», poi lo straziò con «viti e stanghette». I supplizi procurarono danni permanenti alle ossa ed ai nervi del sacerdote, ma non fece mai alcun nome delle persone che aveva incontrato e visitato.
Talvolta lo statista Robert Cecil, figlio di William e fidato consigliere della regina Elisabetta, assistette alle torture. Ebbe a dire:
Dopo alcuni mesi Southwell fu trasferito in isolamento alla Torre di Londra. Rimase in prigione per tre anni sotto la supervisione di Topcliffe. Durante questo drammatico periodo scrisse i suoi versi migliori.
Il 18 febbraio 1595 fu trasferito alla prigione di Newgate, dove fu rinchiuso nel carcere sotterraneo. Due giorni dopo fu processato con l'accusa di alto tradimento (cioè di aver tramato per rovesciare il regno di Elisabetta). Due giorni dopo fu pronunciata la sentenza di morte. La condanna fu eseguita 24 ore dopo: il 21 febbraio Southwell fu impiccato, sventrato e squartato  nella piazza di Tyburn.

## Attività letteraria
Durante il periodo in cui visse in Italia, Robert Southwell parlò in italiano e scrisse in latino. Le sue prime opere, risalenti agli anni romani, sono conservate allo Stonyhurst College.

Le opere in inglese furono redatte tra il 1586 (anno dell'inizio della sua missione in Inghilterra) e il 1592 (anno della sua cattura).

### Prosa
La prima opera inglese completa di Southwell fu An Epistle of Confort (1587), che ebbe origine come serie di lettere pastorali scritte al marito della sua padrona di casa, Philip Howard, conte di Arundell, imprigionato nella Torre di Londra per la sua fede cattolica. Si compone di 16 capitoli, dei quali i primi 11 dedicati alle varie fonti di conforto per i cattolici afflitti. 

La seconda delle opere in prosa di Southwell fu Mary Magdalen's Funeral Tears («Il pianto funebre di Maria Maddalena»). Circolò in forma manoscritta prima che Gabriel Cawood lo pubblicasse nel 1591. Anch'esso fu scritto per una comunità di cattolici, precisamente quella che faceva capo a Dorothy Arundell (1550–1613), figlia di Sir John Arundel di Lanherne, in seguito monaca benedettina.
La successiva grande opera in prosa di Southwell fu The Triumphs over Death («I trionfi sulla morte», 1595), un'elegia in forma epistolare su Lady Margaret Sackville, composta nel settembre 1591 e indirizzata a suo fratello, il già citato Philip Howard.

L'ultima grande opera in prosa di Southwell, scritta alla fine del 1591 o all'inizio del 1592, è probabilmente la più interessante dal punto di vista storico e personale. An Humble Supplication («Un'umile supplica», 1600) è una risposta al proclama reale dell'ottobre 1591, che, oltre a stigmatizzare i sacerdoti cattolici come sudditi innaturali, dissoluti e criminali, affermava, capovolgendo la realtà, che in Inghilterra i cattolici erano puniti solo per ragioni politiche e non religiose.
Le prose minori di Southwell, A Short Rule of Good Life ed Epistle to His Father (pubblicate intorno al 1596-97), come il resto delle sue opere, circolarono manoscritte prima della pubblicazione. A Hundred Meditations on the Love of God è una traduzione dello scrittore ascetico spagnolo Diego de Estella, mentre A Short Rule è un piccolo manuale per l'uomo laico che desideri vivere una vita devota.

### Poesia
Durante i suoi anni romani Southwell lesse le Lacrime di San Pietro di Luigi Tansillo, di cui tradusse anche una parte in inglese. La sua produzione poetica, invece, è collocata temporalmente nel periodo della sua missione in patria: dal 1586 al 1592.

Ciò che sopravvive è una raccolta di 52 manoscritti messi insieme (probabilmente dopo l'arresto di Southwell) da parte di qualcuno che operò come curatore. Uno di questi manoscritti include una copia del poema Saint Peter's Complaint, imitazione delle Lacrime di San Pietro di Tansilio, l'opera più notevole di Southwell. Gli altri contengono le poesie scritte in carcere. Southwell era un classicologo dotto che scriveva in latino prima di scrivere in inglese. Spira da tutte le sue liriche un'ardente devozione che si esprime talvolta con ardite immagini barocche: particolarmente famosa è quella intitolata The Burning Babe. Considerata la fama di cui godette l'autore, furono pubblicati immediatamente dopo la sua morte, nel 1595, raccolti in due volumi, intitolati rispettivamente Saint Peter's Complaint e Moeoniae (raccolta di 57 poesie, nell'edizione della Clarendon Press). In versi è anche il trattatello devoto A Foure fould Meditation of the foure last things, pubblicato nel 1606.

Il risultato di questa miscela di influenze classiche, sacre, laiche, inglesi e continentali è uno stile così individuale che Clive Staples Lewis (1898-1963), cercando di collocare Southwell storicamente, nella letteratura inglese nel XVI secolo, afferma: «A volte le sue opere ricordano il passato, a volte anticipano l’immediato futuro, che l’Autore stava contribuendo - inconsapevolmente - a creare, e spesso sembra non appartengano ad alcuna epoca».
I temi costanti della poesia di Southwell sono la bellezza e la verità assolute rivelate in Cristo e sua Madre e una corrispondente necessità assoluta che l'umanità risponda alla rivelazione con contrizione, pentimento e amore. Le circostanze della sua missione in Inghilterra, dove il potere statale richiedeva ai cattolici di negare la loro religione, hanno investito i suoi temi con un pathos e una drammaticità straordinari.

## Opere
- An Epistle of Confort, Londra 1587.
- The triumph over death, Londra 1595.
- A short rule of good life, Londra 1596.
- An humble supplication to Her Majestie, Londra 1600.
- Spiritual Exercises and Devotions of Blessed Robert Southwell (pubblicato da J.M. Debuck), Londra 1931.
- The Poems of Robert Southwell S.J., (ed. Robson and sons), Londra 1872.

## Culto
Beatificato nel 1929, fu canonizzato da papa Paolo VI il 25 ottobre 1970 nel novero dei Quaranta Martiri di Inghilterra e Galles.
(Martirologio Romano)